# Histoire des forges du Nivernais
L'histoire des forges du Nivernais a fait du Nivernais, une des principales régions productrices de métaux en France jusqu'à l'émergence des bassins sidérurgiques du Nord et de la Lorraine au XIXe siècle. Le Nivernais, avec trente hauts-fourneaux, une centaine de forges et des villages spécialisés dans cette activité comme Saint-Aubin-les-Forges, a été l'un des principaux contributeurs à la production métallurgique française jusqu'au milieu du XIXe siècle.

## Les époques celtes et gallo-romaines
Les Celtes sont les premiers métallurgistes de la région, aux débuts de l'âge du fer (800 à 900 av. J.-C.), et les Gaulois leur succèdent en édifiant quelques ateliers spécialisés autour de Bibracte. Jules César raconte dans ses Commentaires, qu'en pénétrant en Gaule, il fut surpris d'y trouver de nombreuses forges, très actives, fabricant des armes d'excellentes qualité. Il déclare son admiration pour « l'habilité des forgerons du centre de la Gaule ». Des accumulations importantes de scories sur le pourtour de la forêt des Bertranges, aujourd'hui la 2e forêt productrice de chênes en France, après la forêt de Tronçais, permet d'identifier les emplacements des forges qui datent de l’époque gallo-romaine.

## Le Moyen Âge et la Renaissance
Au Moyen Âge puis au XVIe siècle, selon l'historien Guy Coquille, les forgerons locaux ont régulièrement profité dans la région du minerai à fleur de terre, typique des terrains jurassiques décalcifiés, des vastes forêts profondes et peu peuplées, fournissant du charbon de bois en abondance, et trois grandes rivières, la Loire, la Nièvre et l'Ixeure permettent le traitement du minerai et fournissent la force motrice pour le fonctionnement des forges. Les forges d'Imphy pourraient dater du XVIe siècle, selon une pièce en argent, datée de 1587, découverte sur le site.
Les bois du canton de Saint-Benin-d'Azy, la capitale des Amognes, conservent les traces de mines de fer très anciennes.
Les grandes forêts profondes du Nivernais subirent alors des coupes claires opérées par des immigrants, ce qui entraîna la disparition des loups et la raréfaction d'une espèce de chien dressé à les chasser, le griffon nivernais.

## Colbert et les ancres de marine
En 1659, le cardinal Mazarin acheta la province du Nivernais à la Maison de Mantoue qui lui devait beaucoup d’argent et il donna l'ordre à son bras droit Colbert de remettre en ordre les affaires forestières du duché. Colbert décida en 1661 d'affermer de nombreuses forges nivernaises, pour le forgeage des ancres de marine au martinet. Puis il prend l'ordonnance de 1669 sur la mise en valeur des bois du Royaume. Le roi concéda par décret au duc de Montausier, alors gouverneur du grand dauphin, la direction de l'exploitation des gisements charbonniers du nivernais pour quinze ans. Les forges de cette province sont pour la plupart situées sur les bords de la Nièvre (affluent de la Loire). À partir de 1690, sur fond de la guerre de la Ligue d'Augsbourg, celles appartenant à des propriétaires privés furent réquisitionnées pour le service du roi de France et de son armée.
Les forges sont amenées à se spécialiser dans la fabrication de chacune des parties de l'ancre. Pour les assembler, deux ateliers sont créés en bord de Loire, afin de pouvoir les expédier facilement vers Nantes. Le premier est installé dans la forge d'Imphy, le second à Cosne-sur-Loire. Samuel Alies de La Tour (1635-1713), figure de la famille Alies, est alors un financier et industriel proche de Colbert, qui approvisionne la Marine royale et développe en divers lieux du Dauphiné et du Nivernais de nombreuses forges, qui livrent les ancres puis les canons dont la Marine a besoin.

## LeXVIIIesiècle
Dès 1677, les forges de Cosne-sur-Loire fabriquaient des ancres de marine mais il fallut attendre 1706 pour qu'un ingénieur des ponts et chaussées, Octave François Trésaguet, trouve une méthode moderne de fabrication. Entre-temps, le regroupement exemplaire en 1690 de cinq forges, dont celles d'Imphy et de Cosne-sur-Loire, permet de regrouper les forces. 
En 1720, après la banqueroute du système de Law, l'industrie métallurgique du Nivernais s'est effondrée. Acquéreur en 1720 de la forge de Poiseux, le banquier suisse Jacques Masson rachète en 1722 les forges de Guérigny et constitue un groupe, avec les petites forges de Marcy et de la Poëllonnerie. Sa fille, Jacqueline Marie-Anne Masson épouse le négociant en bois et forgeron Pierre Babaud de la Chaussade (1706-1792), qui transforma les forges de Guérigny en un grand groupe métallurgiste.
Ils réunissent, entre 1720 et 1754, une dizaine d'usines en Nivernais et Berry. Jacques Masson était associé aux deux frères, Jean et Pierre Babaud de la Chaussade, qui dirigeaient à Bitche, en Lorraine, les entreprises de Masson pour le bois. Les techniciens belges invitent alors les maîtres de forges français à utiliser le four à réverbère employé dans le pays de Namur. En 1728, la Marine royale leur commande pour les ports du Ponant les bois des forêts de Lorraine et d'Allemagne, à transiter par le port Rotterdam et la mer. Puis ce sont les livraisons pour Marseille et Nantes qu'ils contrôlent.
Lors de la guerre d'indépendance américaine, Pierre Babaud de la Chaussade pressent les risques de déclin de son activité car la France veut comme l'Angleterre recourir à la « fonte au coke ». En 1782, une fonderie royale sera construite au Creusot pour profiter des ressources en houille de la région, avec l'aide de l'industriel anglais William Wilkinson. Pierre Babaud de la Chaussade négocie avec l'État qui lui rachète les forges en 1781 pour 3,7 millions de livres. 
Une ordonnance royale leur conserve le nom de « forges de la Chaussade », mais en 1793, la Convention les rattache au département de la Marine, et en nomme directeur Huard, le beau-frère de Gaspard Monge (1746-1818).
Dédiée à la marine, la région voit se créer un centre de préparation militaire qui reçoit des jeunes de la région pour les préparer à une carrière dans la marine nationale. Il prendra plus tard le nom de l’amiral Jacquinot, second de Jules Dumont d'Urville. Au XVIIIe siècle, un établissement complet, fourneau et forge intégrée, réclame cent hectares de bois par an, soit la valeur de 3 000 à 4 000 charrettes.

## Un point fort de la sidérurgie française au moment de la Révolution
À l'époque de la Révolution française, l'industrie française des forges et du fer se divisait en deux grandes régions qui concentrent à elles deux 70 % des sites produisant de la fonte et du fer : l'Est et le Centre. Cette dernière dessine une large auréole qui entoure le Massif Central au nord et à l'ouest.
Sur plusieurs sites du Nivernais, les basses eaux entravent le travail des forgerons faute d'énergie, et le limitent parfois à quelques mois, tandis que le percement de canaux pour le transport fait concurrence aux cours d'eau. Dans la Nièvre, la forge de Saint-Germain-des-Bois « fabriquerait davantage si elle n'était interrompue par le flottage des bois destinés pour l'approvisionnement de Paris pendant près de trois mois par an », remarquent les historiens Hubert Bourgin et Georges Bourgoin. À la Motte-Bouchot (Saône-et-Loire), « les forges n'existent plus parce qu'on en a pris le cours d'eau pour alimenter le canal du Charolais (canal du Centre) ».
Dans ce contexte, la fondation de l'usine du Creusot (1781-1785) rompt avec le passé industriel, car le site ne se bâtit pas sur une rivière : toute la force motrice est fournie par cinq machines à feu, qui fonctionnent dès 1785. De plus l'usine alimente avec du coke ses hauts fourneaux. La présence de la houille constitue la vraie raison d'être de l'usine. Les minerais locaux étant de médiocre qualité, il faut en faire venir d'assez loin. Quant aux forêts, elles ne sont plus nécessaires. Le canal du Charolais, ou canal du Centre, s'ouvre à la navigation en 1803, ce qui permet d'exporter la production, ainsi qu'un éventuel surplus de charbon tiré de la mine.

## LeXIXesiècleet la «méthode nivernaise»
D'audacieux maîtres de forges utilisent les possibilités offertes par la bouille et la vapeur, en important le savoir-faire britannique. L'alliance des familles Dufaud et Crawshay symbolisera l'adoption des techniques d'outre-manche, et le mariage d'Émile Martin avec Constance Dufaud témoigne des relations qui unissaient les apporteurs de capitaux et les « grands ingénieurs ». Leonor Brière d'Azy achète pour sa part trois forges et y installe des machines à vapeur, après que le Marquisat d'Azy fut érigé par lettres patentes de Louis XV pour englober la plupart des fiefs du secteur : Cherault, Trailles, Azy, Mousseaux et Valotte.
Plus tard, en 1815, 190 ouvriers forgerons seront occupés dans les deux fourneaux et les huit affineries du village et de ses voisins, La Fermeté et Limon, mais les forges, reprises en 1816 par les associés Boigues, Debladis et Guérin frères, fermeront leurs portes vers le milieu du XIXe siècle. Leonor Brière d'Azy, maître de forges et grand propriétaire de Saint-Benin-d'Azy, était le fils d'un maitre de forges de Vierzon appartenant au comte d'Artois. Sa fortune était de 150 000 F en 1803 et de 250 000 F à sa mort, en 1844.
La « méthode nivernaise », décrite dès 1786, par le baron Philippe-Frédéric de Dietrich, consiste à fortement ramollir la fonte dans un four appelé « mazerie » avec du charbon de bois et des scories. Cette fonte est ensuite coulée sur un revêtement réfractaire refroidi par de l'eau. L'affinage est effectué en faisant passer de l'air sur l'ensemble. Elle reste surtout présente en Bourgogne jusqu'au milieu du XIXe siècle.
Les forges du Creusot, qui deviennent une grande usine sidérurgique, vont par ailleurs permettre l'apparition de nouvelles techniques de production, mais leur aura est concurrencée par celle des grandes usines sidérurgiques du Nord-Pas-de-Calais et de la Lorraine. La tradition locale inspire même les activités sportives, et l'équipe du Football Club de Gueugnon prend pour nom « les forgerons ».
Au XIXe siècle, le Nivernais est aussi concurrencé par les Forges de Basse-Indre, un établissement industriel créé en 1822 dans la commune d'Indre (Loire-Atlantique) avec la raison sociale de « JJ Carnaud et Forges de Basse-Indre », dans le secteur de la ferblanterie, dont les débouchés seront dopés par le développement de l'industrie de la conserve.